# Département de Bermejo (Formosa)
Pour les articles homonymes, voir Bermejo.
Le département de Bermejo est une des 9 subdivisions de la province de Formosa, en Argentine. Son chef-lieu est la ville de Laguna Yema.
Le département de Bermejo est bordé au nord-est par le Paraguay, au-sud-est par le département de Patiño, au sud par la province du Chaco et à l'ouest par les départements de Matacos et de Ramón Lista.
Le département a une superficie de 3 800 km2 et sa population s'élevait à 10 928 habitants au recensement de 2001.

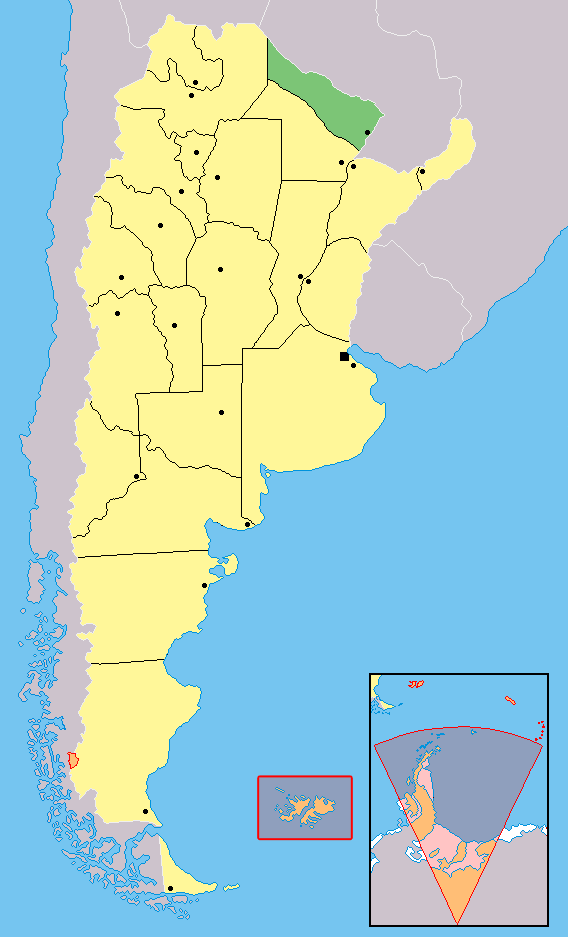
Localisation de la province de Formosa en Argentine.

## Villes et localités
- Fortín Soledad
- Guadalcázar
- Laguna Yema, chef-lieu
- Lamadrid
- La Rinconada
- Los Chiriguanos